# Élections législatives de 2002 au Burkina Faso
Les élections législatives ont été organisées au Burkina Faso le 5 mai 2002 pour renouveler l'Assemblée nationale, qui compte 111 députés. Le Congrès pour la démocratie et le progrès (CDP), parti du président Blaise Compaoré a emporté un courte majorité avec 57 députés sur 111.

## Résultats
| Parti                     | Parti                                                                                      | Voix      | %     | Députés | +/-           |
| ------------------------- | ------------------------------------------------------------------------------------------ | --------- | ----- | ------- | ------------- |
|                           | Congrès pour la démocratie et le progrès (CDP)                                             | 862 119   | 49,52 | 57      | 44            |
|                           | Alliance pour la démocratie et la fédération/Rassemblement démocratique africain (ADF-RDA) | 219 543   | 12,61 | 17      | 13            |
|                           | Parti pour la démocratie et le progrès/Parti socialiste (PDP/PS)                           | 122 100   | 7,01  | 10      | 4             |
|                           | Parti africain de l'indépendance (PAI)                                                     | 63 031    | 3,62  | 5       | Nv            |
|                           | Coalition des forces démocratiques (CFD)                                                   | 61 936    | 3,56  | 5       | en stagnation |
|                           | Parti de la renaissance nationale (PAREN)                                                  | 47 477    | 2,73  | 4       | Nv            |
|                           | Convention panafricaine sankariste (CPS)                                                   | 45 745    | 2,63  | 3       | en stagnation |
|                           | Union pour la renaissance/Mouvement sankariste (UNIR-MS)                                   | 42 599    | 2,45  | 3       | Nv            |
|                           | Parti pour la démocratie et le socialisme (PDS)                                            | 37 836    | 2,17  | 2       | en stagnation |
|                           | Convention nationale des démocrates progressistes (CNDP)                                   | 34 379    | 1,97  | 2       | Nv            |
|                           | Front patriotique pour le changement (FPC)                                                 | 16 852    | 0,97  | 1       | Nv            |
|                           | Union des démocrates et progressistes indépendants (UDPI)                                  | 14 438    | 0,83  | 1       | Nv            |
|                           | Alliance pour le progrès et la liberté (APL)                                               | 6 637     | 0,38  | 1       | Nv            |
|                           | Autres partis                                                                              | 166 345   | 9,55  | 0       | –             |
|                           |                                                                                            |           |       |         |               |
| Suffrages exprimés        | Suffrages exprimés                                                                         | 1 741 037 | 92,45 |         |               |
| Votes blancs et invalides | Votes blancs et invalides                                                                  | 142 243   | 7,55  |         |               |
| Total                     | Total                                                                                      | 1 883 280 | 100   | 111     | en stagnation |
| Abstentions               | Abstentions                                                                                | 789 865   | 29,55 |         |               |
| Inscrits / participation  | Inscrits / participation                                                                   | 2 673 185 | 70,45 |         |               |